# Kostreši Šaški
Kostreši Šaški est un village de la municipalité de Sunja (comitat de Sisak-Moslavina) en Croatie. Au recensement de 2011, le village comptait 71 habitants.